# Elisabeth Cooymans
Elisabeth Cooymans (Waalwijk, 31 maart 1920 – Houten, 14 oktober 2018) was een Nederlandse alt en zangpedagoge.

## Levensloop

### Jeugd en opleiding
Elisabeth Cooymans werd op 31 maart 1920 als Elisabeth Marianne de Groot in Waalwijk geboren. Ze was dochter van Maria Johanna van Rooij en schoenmaker Antonius de Groot. Ze trouwde in 1947 met psychiater-neuroloog Johannes Gerardus Maria Cooijmans die in 1975 overleed. Beiden werden begraven op de Rooms-Katholieke Begraafplaats te Berlicum.
Ze studeerde solozang aan het Utrechts Conservatorium bij directeur Hendrik Andriessen en had daarna les van Berthe Seroen, Irma Kolassi en Willem Ravelli.

### Carrière en verdere levensloop
Elisabeth Cooymans was voor haar studie solozang actief als organiste en koordirigente in Den Bosch, en speelde als pianiste in kamerconcerten. Als zangeres werd ze vooral bekend als vertolker van het liedrepertoire, maar zong daarnaast ook veelvuldig in concertante rollen in opera, oratoria en andere vocale orkestwerken. Ze was veelvuldig op radio te horen, en trad internationaal op met vermaarde dirigenten zoals Erich Leinsdorf, Jean Fournet en Riccardo Muti. In 1969 stond ze in de grote zaal van het Concertgebouw waar ze onder leiding van Frans Moonen meezong in Le roi David van Arthur Honegger. Haar laatste concert gaf Cooymans op haar 65ste in Kasteel Groenevelt te Baarn, waarna zij zich voornamelijk bezighield met het geven van zangles. Ook was ze jurylid bij het Internationaal Vocalisten Concours 's-Hertogenbosch.
Elisabeth Cooymans had meerdere kinderen, waaronder percussionist en opnametechnicus Manuel Cooymans. Ze overleed op 14 oktober 2018 in Houten.

## Repertoire
Het repertoire van Elisabeth Cooymans was omvangrijk en bevatte vooral liederen uit de 19e en 20e eeuw, onder meer van Schubert, Schumann, Brahms, Chausson, Mahler, Britten en haar favoriete componist Debussy. Ook werkte ze mee aan premières van nieuwe werken, zoals La Vierge à Midi van Hendrik Andriessen (1966). In 1969 schreef componist Alexander Voormolen het werk Madrigal voor mezzosopraan of bariton, welke hij opdroeg aan Elisabeth Cooymans en in 1971 schreef de componist Jacques Reuland voor haar een Magnificat.

## Albums

### Soloalbums
- Elisabeth Cooymans, Concertzangeres: Herinneringen aan een leven in liefde voor het lied (dubbel-cd), Eigen beheer, 2006

Verzameling met radio opnamen uit de periode 1965-1987

### Verzamelalbum
- Mozart, Lieder - Notturni, Philips, 1991

### Grammofoonplaten
- Elisabeth Cooymans & Albert De Klerk, Eurosound / KRO Klassiek, 1979 [2]
- Lenteliederen En Berceuses, EMI Records Ltd., 1973[3]
- IXe Lustrum Dispuutgezelschap H.O.E.K, 1970[4]

## Prijzen
- 1972, Johan Wagenaar Stichting, onderscheiden voor prestaties op het gebied van kamermuziek